# Język guragone
Język guragone albo gorogone, gun-guragone, gunagoragone, gungorogone, gungurugoni, gurrgoni, gurrogone, gutjertabia – zagrożone wymarciem języki aborygeńskie z północnej Australii. Ich użytkownicy żyją w rejonie Ziemi Arnhema, na południe od Maningridy, i w obszarze rzeki Mann.